# パドヴァニーノ

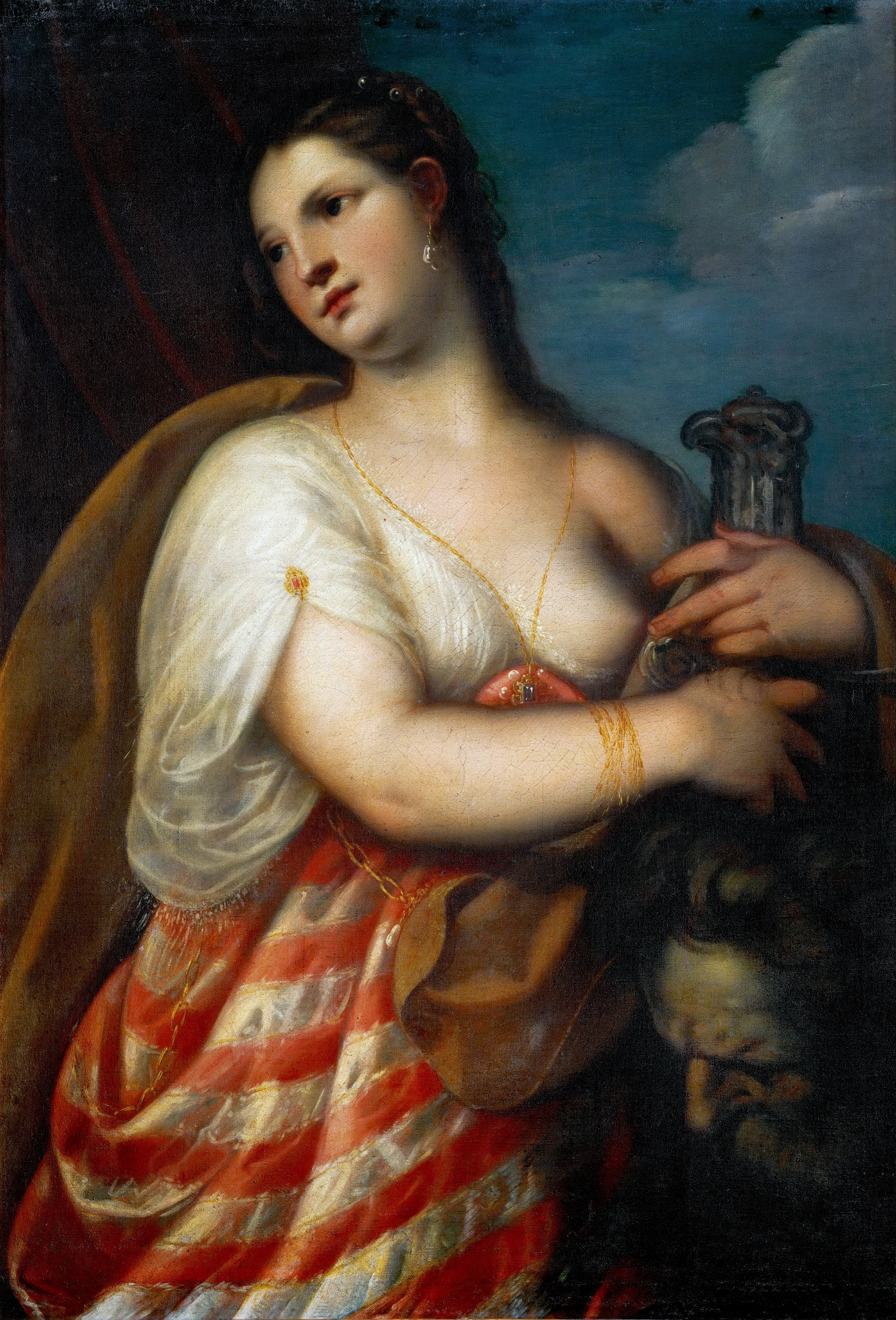
『ホロフェルネスの首を持つユディト』美術史美術館所蔵。

パドヴァニーノ（伊: Padovanino, 1588年4月4日-1649年7月20日）、本名アレッサンドロ・レオーネ・ヴァロタリ（伊: Alessandro Leone Varotari）は、後期マニエリスムおよび初期バロックのヴェネツィア派の画家である。

## 生涯
パドヴァニーノはニックネームの由来となったパドヴァで、画家であり建築家の父ダリオ・ヴァロタリ（Dario Varotari the Elder）の息子として生まれた。また兄弟に女性画家のキアラ・ヴァロタリがいた。彼はおそらく父のもとで画家として最初の修業をした。パドヴァのサンタ・ルチア教会（church of Santa Lucia in Padua）の『聖トマスの不信』、『聖母子』（パドヴァのドゥオーモ所蔵）、『ペンテコステ』（アカデミア美術館所蔵）といった初期の絵画はティツィアーノ・ヴェチェッリオの影響を示している。1612年にパドヴァでカテリーナ・メサ（Caterina Mesa）と結婚し、1614年にヴェネツィアに引っ越した。彼はローマに2回旅行したことが知られており（1610年代半ばと1625年）、この頃に最初のローマ旅行を行っている。ローマでパドヴァニーノは、一世代前の主要なルネサンスの芸術家の主要な絵画のコピーの制作に多く用いられた。1619年にサン・マルコ大聖堂のモザイク制作、翌1620年にサンタ・マリア・マッジョーレ大聖堂の内部装飾に取り組んだ。1625年には再びローマへ旅行をした。また現在、ミラノのブレラ美術館に所蔵されている『ノルマン人に対するカルヌティの勝利』という題の大決戦のキャンバス画を描いた。

## 弟子
弟子にピエトロ・リベリ、ジュリオ・カルピオーニ、バルトロメオ・スカリジェロ、ピエトロ・デラ・ベッキア、女性画家カテリーナ・タラボッティ、自身の息子ダリオ・ヴァロタリ（Dario Varotari the Younger）らがいたことが知られている。

## 芸術性
パドヴァニーノは当時非常に尊敬された芸術家であった。模倣者としての才能のために多くの名声を得たが、彼はまだ絵画の歴史の中にふさわしい地位を持っている。彼はティツィアーノの絵画に学び、その精神とスタイルにキャリアを通して忠実だった。パドヴァニーノのキャリアは17世紀まで続き、その絵画は語りの能力と官能性で特徴付けられている。

## ギャラリー

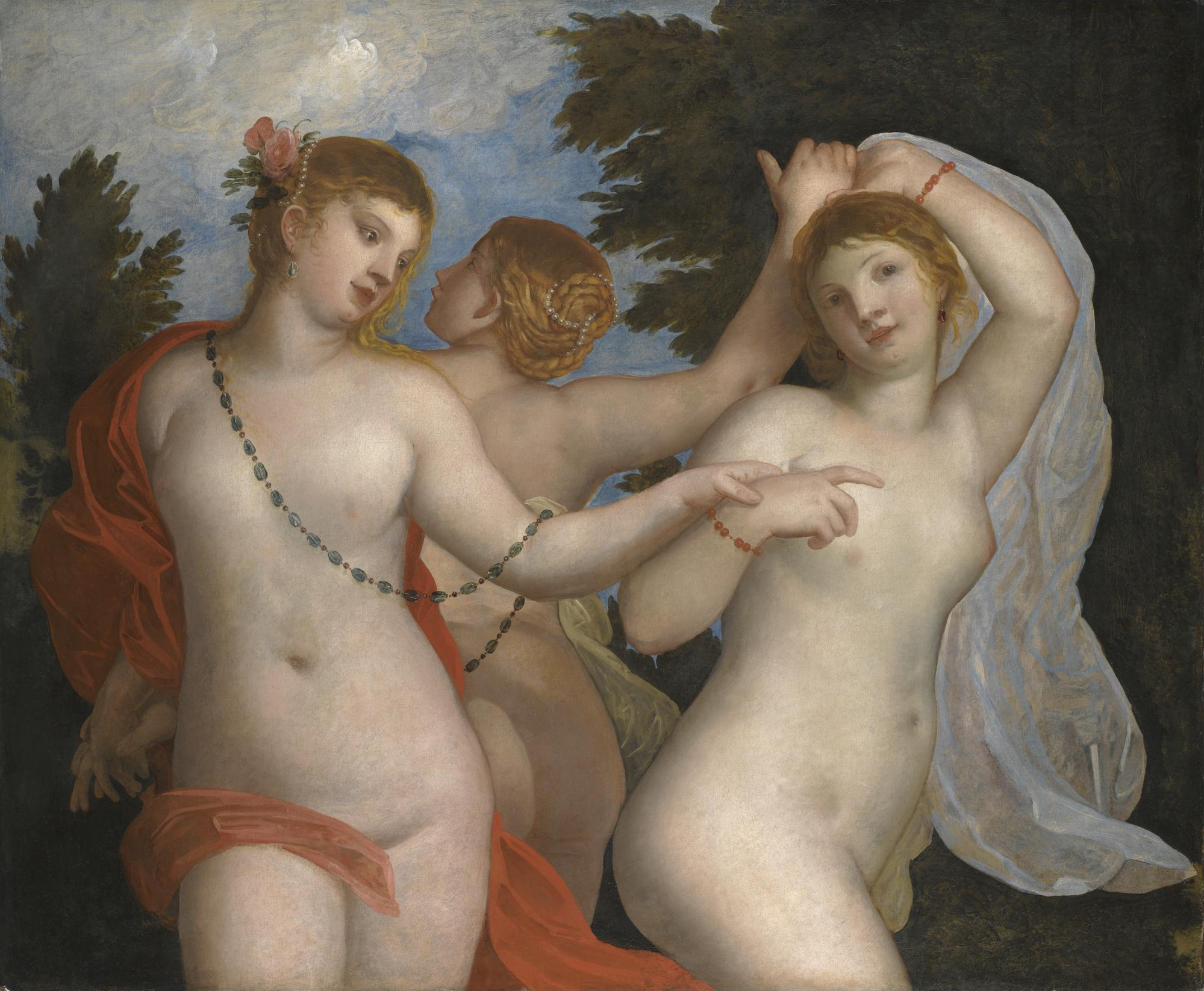
『三美神』個人蔵
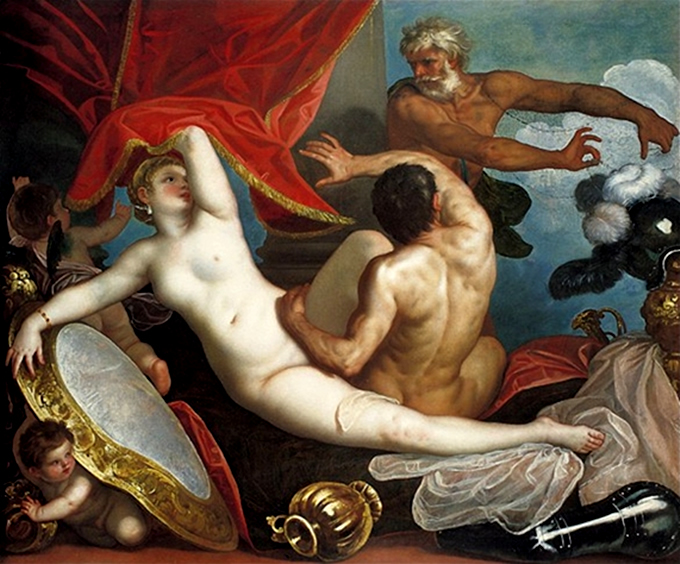
『ウルカヌスに驚かされたヴィーナスとマルス』個人蔵
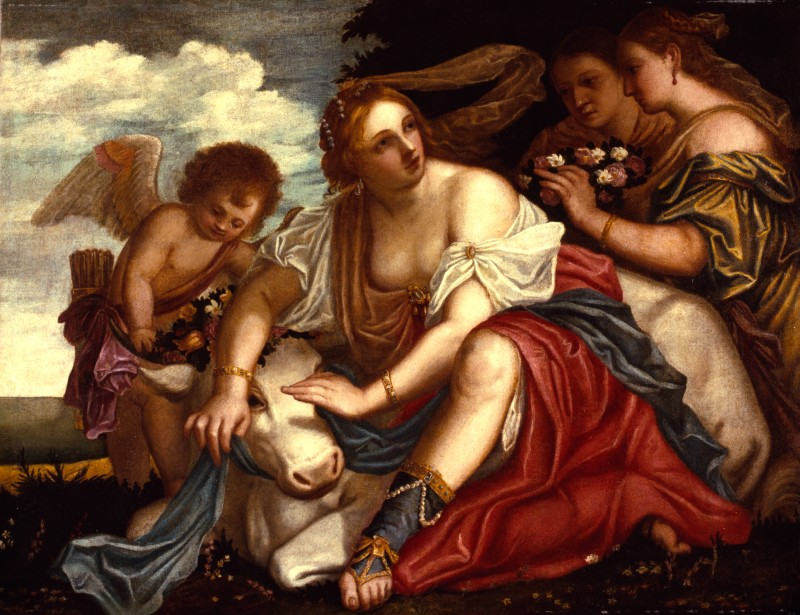
『エウロペの略奪』カリプロ財団（英語版）所蔵
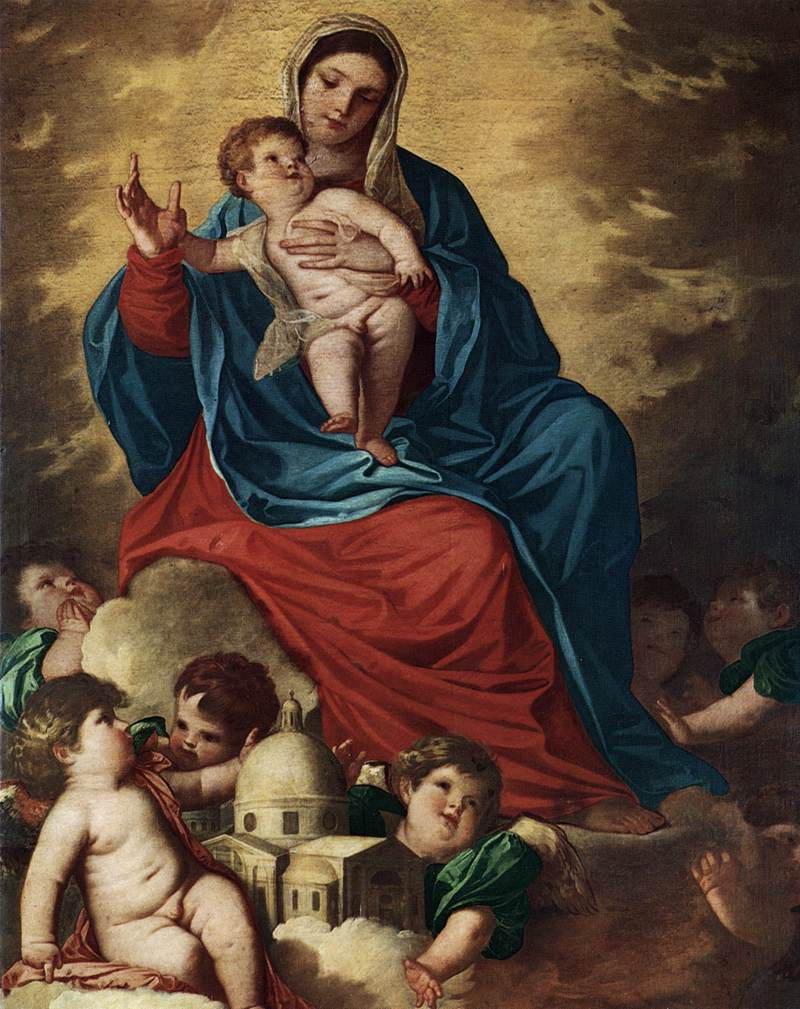
『聖堂のデザインを持つ聖母』サンタ・マリア・デッラ・サルーテ聖堂所蔵
『動物を魅了するオルフェウス』プラド美術館所蔵
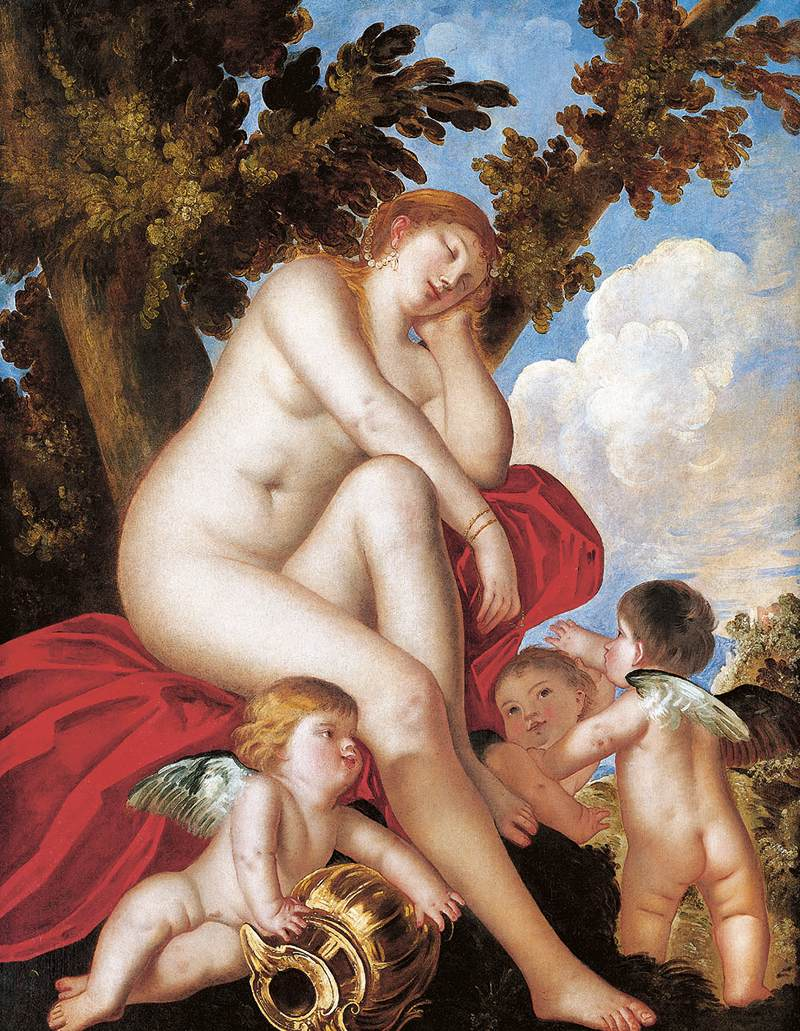
『眠るヴィーナスとプットーたち』個人蔵